# Trinchesia colmani
Trinchesia colmani (Burn, 1961) è un mollusco nudibranchio della famiglia Trinchesiidae.